# Andreas Bang-Haas

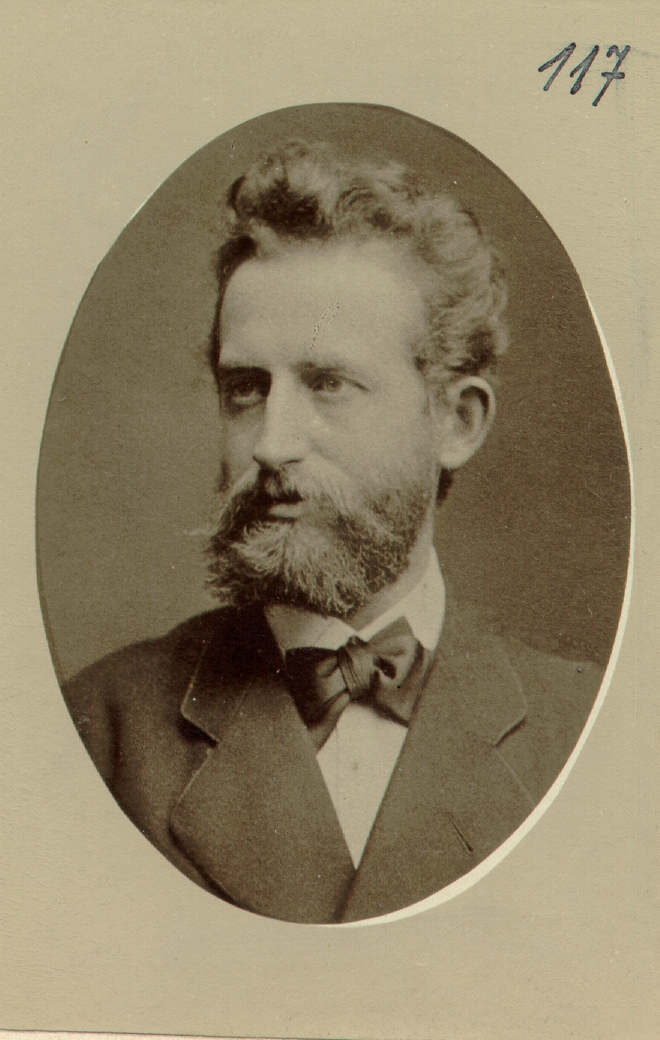
Andreas Bang-Haas

Andreas Bang-Haas (* 6. Dezember 1846 in Horsens, Dänemark; † 7. Februar 1925 in Dresden) war ein dänischer Entomologe (Insektenkundler) und Insektenhändler.

## Leben
Andreas Bang-Haas beschäftigte sich hauptsächlich mit Kleinschmetterlingen. 1879 trat er als Angestellter in die Insektenhandlung von Otto Staudinger in Dresden ein, heiratete 1880 Staudingers Tochter und wurde 1884 oder 1887 Mitinhaber der Firma. 1884 musste das Entomologische Institut in die eigens zu diesem Zweck erbaute größere „Villa Sphinx“ übersiedeln. Nach weiteren zehn Jahren wurde ein zweistöckiger Flügel angebaut. Ab Mitte der 1880er Jahre legte Staudinger die Leitung der Firma mehr und mehr in Bang-Haas' Hände und konzentrierte sich fortan ganz auf die taxonomische Arbeit. Die Firma „Staudinger & Bang-Haas“ wurde nach Staudingers Tod im Jahre 1900 von Andreas Bang-Haas fortgeführt. Sie ging 1913 an dessen Sohn Otto Bang-Haas über, der fortan alleiniger Inhaber war. Die unterdessen weltbekannte Firma bestand noch bis nach dem Zweiten Weltkrieg, wurde am 30. September 1948 aufgelöst, vom Dresdner Naturalienhändler Hans Kotzsch mit der Firma „H. Wernicke“ vereinigt und unter dem Namen „Dr. O. Staudinger & A. Bang-Haas“ weitergeführt.

## Sammlungsverbleib
Die private Sammlung dänischer Kleinschmetterlinge ging 1880 an das Zoologische Museum Kopenhagen.

## Biographische Quellen
- Johannes Draeseke: Die Firma Dr. O. Staudinger & A. Bang-Haas. In: Entomologische Zeitschrift, 6, 5, 1962, S. 49–53 (zobodat.at [PDF]).
- Heidicke, H. (1925): Andreas Bang-Haas. Deutsche entomologische Zeitschrift 1925: 87–88.

| Personendaten    | Personendaten                                              |
| ---------------- | ---------------------------------------------------------- |
| NAME             | Bang-Haas, Andreas                                         |
| KURZBESCHREIBUNG | dänischer Entomologe (Insektenkundler) und Insektenhändler |
| GEBURTSDATUM     | 6. Dezember 1846                                           |
| GEBURTSORT       | Horsens, Dänemark                                          |
| STERBEDATUM      | 7. Februar 1925                                            |
| STERBEORT        | Dresden                                                    |